# Кигы
Кигы (тур. Kiğı) — город и район в провинции Бингёль Турции. Его население составляет 3,005 человек (2012). Высота над уровнем моря — 1700 м. Населенный пункт появился здесь в эпоху Сафавидов. В районе населенного пункта в Первую мировую войну проходила линия разграничения русских и турецких войск. 